# Krupac (kanton sarajewski)
Krupac – wieś w Bośni i Hercegowinie, w Federacji Bośni i Hercegowiny, w kantonie sarajewskim, w gminie Ilidža. W 2013 roku liczyła 13 mieszkańców, z czego większość stanowili Boszniacy.